# Кравцова Нива
Кравцова Нива (бел. Краўцова Ніва) — деревня в Борисовском районе Минской области Беларуси. Входит в состав Моисеевщинского сельсовета.

## География
Деревня находится в северо-восточной части Минской области, к востоку от реки Схи, при автодороге Н-8137, на расстоянии приблизительно 26 километров (по прямой) к северо-востоку от города Борисов, административного центра района. Абсолютная высота — 212 метров над уровнем моря. Площадь населённого пункта — 0,034 км².

## История
Известна с XVIII века. В 1897 году входила в состав Холопеничской волости Борисовского уезда Минской губернии, насчитывалось 7 дворов и 64 жителя.
С 20 августа 1924 года в составе Бараньского сельского совета Холопеничского района. В 1931 году, в ходе проведения коллективизации, был образован колхоз «Красная Нива». С 26 августа 1959 года до 17 августа 1963 года село входило в состав Моисеевщинского сельсовета, до 28 мая 2013 года — в состав Трояновского сельсовета.

## Население
По данным переписи 2019 года, в деревне проживало 5 человек.
| Год  | Население, человек |
| ---- | ------------------ |
| 1800 | 6                  |
| 1897 | ↗ 64               |
| 1917 | ↗ 85               |
| 1926 | ↘ 81               |
| 1960 | ↘ 71               |
| 1988 | ↘ 20               |
| 2008 | ↘ 6                |
| 2009 | ↗ 8                |
| 2019 | ↘ 5                |